# Анна Ивановна (великая княгиня литовская)
Анна (София) Ивановна (? — после 1471) — великая княгиня Литовская, жена Свидригайло Ольгердовича. Дочь городецкого князя Ивана Ивановича, двоюродная сестра одного из последних тверских князей Бориса Александровича.

## Биография
Родилась в семье князя Ивана Ивановича, младшего брата великого князя Тверского Александра Ивановича. Родственница Свидригайло Ольгердовича по отцовской и материнской линии.
По мнению историка С. В. Полехова, свадьба Анны и Свидригайло состоялась между ноябрём 1430 и июнем 1431 годом. По всей видимости приняла католицизм под именем София. 1 сентября 1432 года после переворота в Великом княжестве Литовском, совершенном противниками Свидригайло в Ошмянах, беременная Анна попала в плен к Сигизмунду Кейстутовичу, провозглашённый заговорщиками великим князем. Впоследствии была освобождена из плена, её должен был взять под защиту брат Ярослав, но из-за поражения Свидригайло в битве при Ошмянах освободить Анну не удалось.
После битвы под Вилькомиром (1435) её судьба остаётся неизвестной до 1442 года, когда Свидригайло начал править на Волыни. Около 1447 года Казимир Ягеллончик пожаловал Анне Давид-Городок с округой. Княгиня пережила своего мужа (умершего в 1452 году) и княжила в Давид-Городке до свой смерти в 1471 году.
Вероятно, у Анны и Свидригайло был сын, который родился в конце 1432 года, но вскоре умер, потому что более поздние упоминания о нём отсутствуют.